# Evdokija Petrovna Rostopčina
Evdokija Petrovna Rostopčina (nata Suškova, in russo Евдокия Петровна Ростопчина?; Mosca, 4 gennaio 1812 – Mosca, 15 dicembre 1858) è stata una poetessa russa.

## Biografia
Molto apprezzata dai suoi contemporanei fu la sua raccolta di poesie Stichotvorenija grafini E. Rostopčinoj (1841). Autrice romantica, scrisse i romanzi Poedinok (1838) e Činy i den'gi (1839). A partire da metà Ottocento la sua popolarità iniziò a decrescere per via del suo stile ritenuto arcaico dagli slavofili e dagli autori democratici della rivista Sovremennik.
Oltre a poesie e romanzi scrisse diverse opere teatrali. I suoi componimenti lirici sono stati trasposti in musica.